# Större skogsmus
Större skogsmus (Apodemus flavicollis), alternativt halsbandsmus, är en art i familjen råttdjur, som förekommer i Europa och i västligaste Asien. Den skiljs från mindre skogsmus främst genom det mörka tvärbandet på bröstet; båda musarterna är ungefär lika stora.

## Utseende och läte
Större skogsmusen har gulbrun översida och rent vit undersida. På bröstet har vuxna djur ett gulbrunt band.
Vuxna djur väger 25-50 gram. Kroppen är 9–13 cm lång, exklusive den 9,5–13,5 cm långa svansen. Den ger ifrån sig pipande ljud, vanligtvis med för hög tonhöjd för att vara hörbara för människan, men även hörbara pipanden.

## Utbredning
Större skogsmusen finns i östra halvan av Europa, utom de nordligaste delarna, och österut till Kaukasus. Den förekommer även i sydligaste England samt lokalt i Frankrike och nordligaste Spanien. I Asien förekommer den från Turkiet till västra Armenien, delar av Iran, Syrien, Libanon och Israel.
I norra Europa förekommer den i hela Danmark förutom på några mindre öar och i Sverige, så långt norrut som till södra Norrland. Den förekommer också i Tyskland och Polen. Vidare finns den i Estland, Lettland och Litauen samt i södra Finland, så långt norrut som Vasa. Den finns också i södra Norges kustland, så långt norrut som till Trondheim.

## Ekologi
Större skogsmus är framför allt nattaktiv. Den hoppar och klättrar skickligt, och återfinns ofta uppe i träd. Den kan, som mindre skogsmus gräva gångar i marken, där också bona är belägna, men kan också utnyttja befintliga håligheter som tomma djurbon, holkar och liknande. Vintertid kan den uppträda i byggnader.
Den lever i en mångfald olika habitat, inte minst skog. I bergsområden kan den förekomma upp till åtminstone 1 850 meter över havet.
Större skogsmusen är allätare med tonvikt på vegetabilier. Stapelfödan är frön från träd, men den äter även örter, blad, rötter, frukt, insekter och andra leddjur, maskar, snäckor och ibland as.

### Fortplantning
Fortplantningstiden sträcker sig från april till september, men kan pågå under längre perioder under gynnsamma år.
Milda vintrar med god tillgång på föda kan den, precis som sin mindre släkting, även få ungar under vintern. Honan föder 2-4 kullar, om 3-6 ungar per år. Hon är dräktig mellan 23 och 26 dagar.